# Lux Perpetua (hudební skupina)
Lux Perpetua je polská powermetalová hudební skupina založená v roce 2009 ve městě Varšava. Sestava se od založení často měnila a ustálila se až v roce 2015 příchodem zpěváka Artura Rosińskiho. O dva roky později skupina vydala pod vydavatelstvím Underground Symphony debutové album The Curse of the Iron King. To se setkalo s kladnými ohlasy od hudebních kritiků a Lux Perpetua byla v recenzích přirovnávána k úspěšným kapelám v žánru power metalu; Rhapsody, Stratovarius či Blind Guardian.

## Sestava
- Artur Rosiński – zpěv
- Mateusz Uściłowski – kytara
- Tomasz Salaciński – kytara
- Krzych Direwolf – basová kytara
- Magdalena Tararuj – klávesy
- Paweł Zasadzki – bicí

Bývalí členové
- Draken – basová kytara (2009–2011)
- Kosa – kytara (2009–2013)
- Marcin Rykiel – klávesy, zpěv (2009-2015)
- Maciej Dzido – zpěv (2009–2010)
- Piotr Jagóra – zpěv (2011)

## Diskografie
- The Curse of the Iron King (2017)